# Международный аэропорт имени Нетаджи Субхас Чандра Боса
Международный аэропорт имени Нетаджи Субхас Чандра Боса (ИАТА: CCU, ИКАО: VECC) — аэропорт, расположенный в Дум-Дум, недалеко от Калькутты, Западная Бенгалия, Индия. Первоначально гражданский аэропорт носил название Аэропорт Дум-Дум, впоследствии был переименован в честь Субхас Чандра Боса.
В аэропорту есть две параллельные взлётно-посадочные полосы 01/19 L/R разной длины, 01R/19L обычно используется для взлётов и посадок, а 01L/19R по большей части как рулёжная дорожка.
Аэропорт расположен в 17 км от центра города. В аэропорту три терминала: внутренний (открыт в начале 1990-х), международный терминал и грузовой терминал.

## История
- 1924: KLM начала регулярные рейсы через Калькутту из Амстердама в Батавию (сегодня Джакарта).
- 1924: Пять самолётов Авиационной службы Армии США[англ.] совершили посадку в Калькутте в рамках первого кругосветного полёта военных самолётов в мире.
- 1929: Bengal Air Transport Company Limited начала рейсы из Калькутты в Силигури. Эти рейсы предшествовали «первому индийскому маршруту» Tata Air Lines Карачи — Ахмедабад — Бомбей (сегодня Мумбаи), который начал эксплуатироваться через два года.
- 1930: Самолёты Air Orient стали совершать посадку в Калькутте в рамках рейса из Парижа в Сайгон (сегодня Хо Ши Мин).
- 1931: Экспериментальный рейс Imperial Airways из Лондона в Австралию с посадкой в Калькутте.
- 1933: Imperial Airways вводят регулярный рейс Лондон — Калькутта (с последующим перелётом в Рангун (Янгон) и Сингапур).
- 1934: China National Aviation Corporation (CNAC), подразделение Pan American World Airways, начало рейсы Шанхай — Гонконг — Чунцин — Калькутта, которые стыковались с рейсами так называемых «клипперов» Сан-Франциско — Шанхай.
- 1937: 17 июня прибыла в Калькутту Амелия Эрхарт во время большого международного перелёта. Менее чем через месяц она исчезнет во время полёта над Тихим океаном.
- 1939: Калькутта становится промежуточной посадкой на рейсе Lufthansa из Берлина в Бангкок.
- 1942: China National Aviation Corporation открыла штаб-квартиру в Калькутте. Калькутта стала операционным хабом авиакомпании до конца Второй мировой войны.
- 1947: Pan American World Airways открыла кругосветный рейс под девизом «Из Нью-Йорка в Сан-Франциско через Калькутту».
- 1952: British Overseas Airways Corporation (BOAC) начала первые рейсы на реактивных самолётах из Лондона в Калькутту (на de Havilland Comet).
- 1953: de Havilland Comet авиакомпании BOAC разбился после взлёта из аэропорта Калькутты. Причиной катастрофы послужила усталость конструкции самолёта; расследование катастрофы оказало огромное влияние на повышение безопасности полётов.
- 1963: Japan Airlines (JAL) открыли рейсы из Индии в Японию. Калькутта стала вторым городом, после Дели, куда в этом году начались рейсы из Японии.
- 1964: Indian Airlines предложили первый внутренний рейс в Индии на реактивном самолёте (Caravelle) Калькутта — Дели.
- 1975: В аэропорту Дум-Дум открылся первый в Индии специальный грузовой терминал.
- 1981: Флагманский перевозчик Бутана Drukair открыл штаб-квартиру в аэропорту Калькутты.
- 2006: Построена ветка пригородной железной дороги в аэропорт; это первый в Индии аэропорт с собственной станцией системы массовых перевозок пассажиров.

## Модернизация
Управлением модернизацией аэропорта и строительство нового, четвёртого, терминала осуществляет Airports Authority of India. План модернизации также предусматривает увеличение взлётно-посадочных полос.
Увеличение авиационного трафика привело к необходимости строительства нового аэропорта в Калькутте. Главный министр Западной Бенгалии заявлял о необходимости привлечения частных компаний к решению данной проблемы.
Главным объектом строительства в аэропорту Калькутты станет Интегрированный пассажирский терминал площадью около 180 тыс. м²., где будут находиться 104 стойки регистрации, 22 пункта иммиграционного контроля для прибывающих пассажиров и 22 — для вылетающих, 25 выходов — 9 для международных и 16 для местных рейсов, 5 конвейерных лент и 15 телетрапов.
Интегрированный пассажирский терминал позволит обслуживать 20 млн пассажиров в год, он будет построен к 2015-16 годам. На данный момент ведётся работа над 9 стоянками для самолётов. Три стоянки грузовых самолётов и 11 дополнительных стоянок будут построены позднее вместе со зданием терминала. Также планируется строительство нового контрольно-диспетчерского пункта.

## Авиакомпании и назначения

### Внутренние рейсы
- Air India
  - Air India Express
  - Air India Regional
  - Indian Airlines
- IndiGo Airlines
- Jet Airways
  - Jet Lite
- Kingfisher Airlines
  - Air Deccan
- MDLR Airlines
- SpiceJet

### Международные рейсы
- Air India
  - Air India Express (Бангкок, Дакка, Сингапур)
  - Indian Airlines (Катманду, Янгон)
- Biman Bangladesh Airlines (Читтагонг, Дакка)
- British Airways (Лондон-Хитроу)
- China Eastern Airlines (Куньмин)
- Cosmic Air (Катманду)
- Druk Air (Бангкок, Паро)
- Emirates Airline (Дубай)
- GMG Airlines (Читтагонг, Дакка)
- Gulf Air (Бахрейн)
- Jet Airways (Бангкок, Дакка)
- Lufthansa (Франкфурт)
- Singapore Airlines (Сингапур)
- Thai Airways International (Бангкок)
- United Airways (Дакка)

### Грузовые авиакомпании
- Blue Dart Aviation
- Singapore Airlines Cargo
- Air India Cargo
- Alitalia cargo
- Emirates Skycargo